# Cassia roxburghii
Cassia roxburghii är en ärtväxtart som beskrevs av Dc. Cassia roxburghii ingår i släktet Cassia och familjen ärtväxter. Inga underarter finns listade i Catalogue of Life.

## Bildgalleri

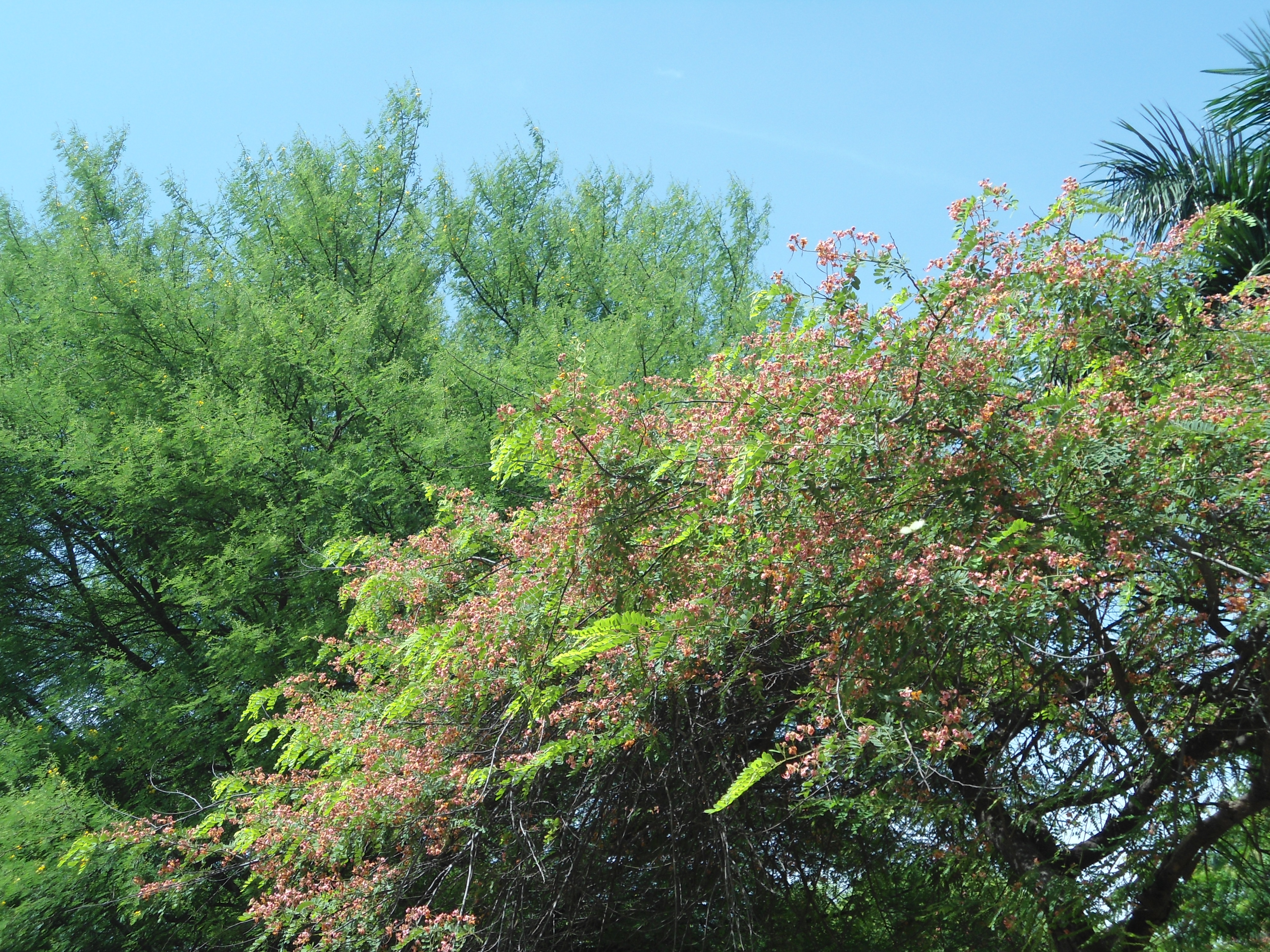
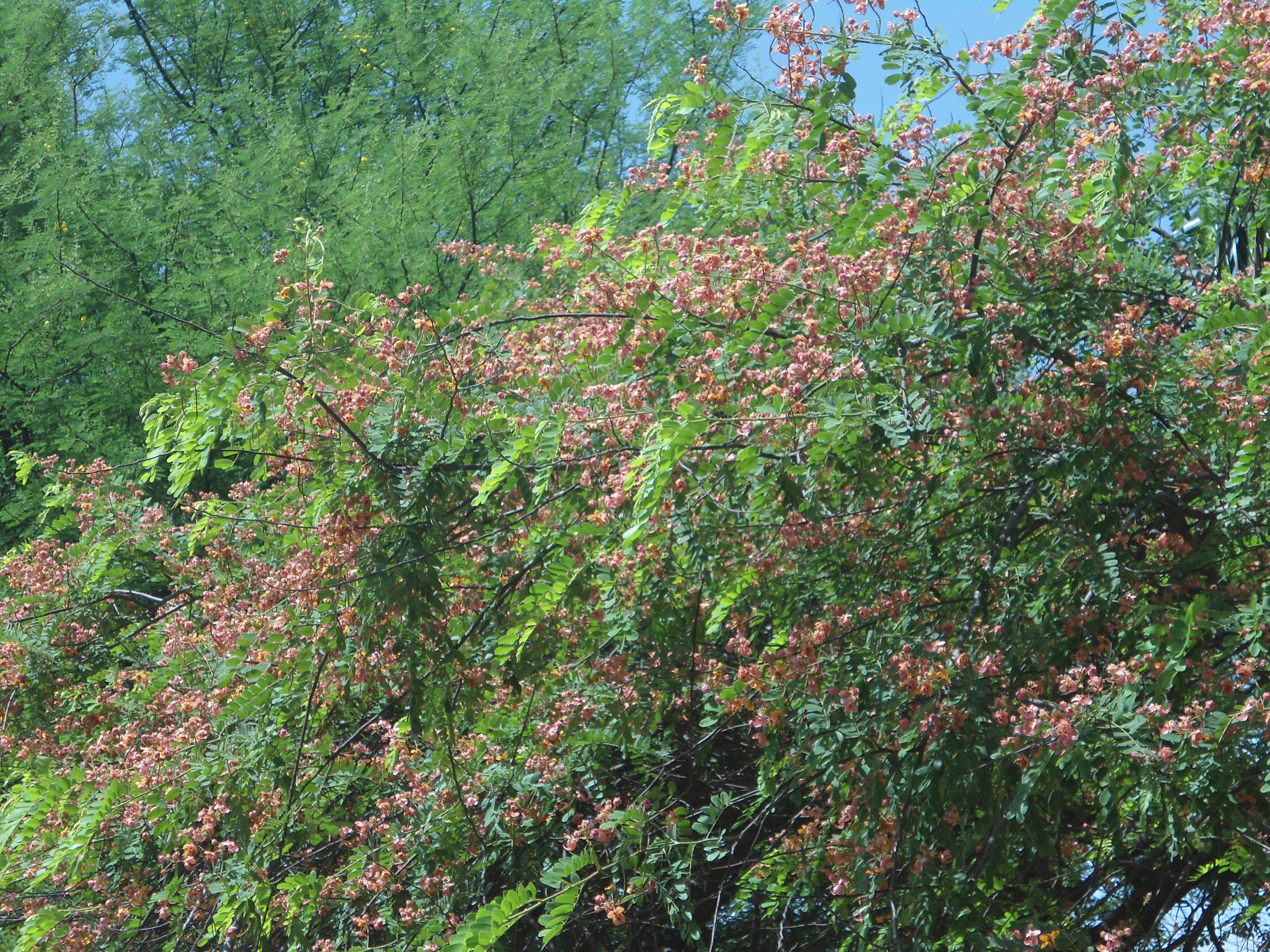
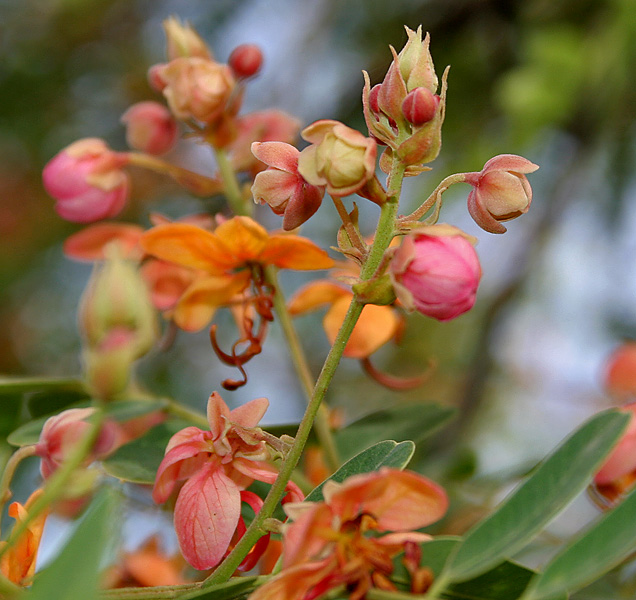
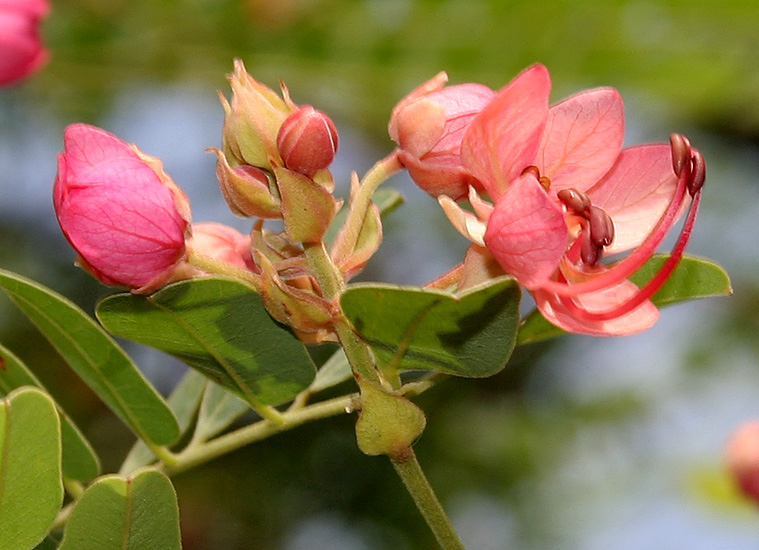